# Mausoleopsis provindenciae
Mausoleopsis provindenciae är en skalbaggsart som beskrevs av Linell 1897. Mausoleopsis provindenciae ingår i släktet Mausoleopsis och familjen Cetoniidae. Inga underarter finns listade i Catalogue of Life.